# كريستيانو كاراتي
كريستيانو كاراتي (بالإيطالية: Cristiano Caratti)‏ مواليد 24 مايو 1970 في أكوي تيرمي، إيطاليا، هو لاعب كرة مضرب إيطالي سابق بدأ مسيرته كمحترف سنة 1989 وكان يلعب باليد اليمنى. أعلى تصنيف له في الفردي كان المركز الـ 26 في سنة 1991. سبق أن شارك في دورة الألعاب الأولمبية الصيفية.

## روابط خارجية
- كريستيانو كاراتي على موقع رابطة محترفي التنس (الإنجليزية)
- كريستيانو كاراتي على موقع الاتحاد الدولي لكرة المضرب (الإنجليزية)
- كريستيانو كاراتي على موقع كأس ديفيز (الإنجليزية)
- كريستيانو كاراتي على موقع خلاصة التنس.كوم (الإنجليزية)
- كريستيانو كاراتي على موقع أوليمبيديا (الإنجليزية)